# Guapo
Pour la localité au Brésil, voir Guapó.
Guapo est un groupe de rock progressif avant-gardiste britannique. Le groupe est actuellement signé sur le label Cuneiform Records. La plupart des membres de ce groupe se retrouvent dans le groupe Miasma and the Carousel of Headless Horses, qui propose une musique très proche, mais dans une formation mettant plus en avant les instruments à corde.

## Biographie
Guapo est formé en 1994. Malgré plusieurs changements de formation, le groupe maintient son style musical ; le groupe s'est associé avec des membres de Magma, Ruins, et des groupes de la scène Rock in Opposition, comme Present and Univers Zero. Il garde en son sein le batteur et percussionniste David J. Smith et le bassiste et guitariste Matt Thompson.
Leur trois premiers EP - Hell Is Other People (1995), Guapo Is No More (1996), et Horse Walks into a Bar (1996) - et un album studio, Towers Open Fire (1997), sont publiés à leur propre label, Power Tool, avant que le groupe ne signe au label français Pandemonium pour une série de sorties. Ces sorties incluent les EP Eat a Car (1997) et Guapo vs. Magma (1998), puis les albums Hirohito (1998) et Great Sage, Equal of Heaven (2001), ce dernier étant aussi publié chez le label américain TumulT. Un autre album, Death Seed (avec Ruins), leur troisième, est publié au label italien Freeland en 2000. Le claviériste Daniel O'Sullivan se joint à Guapo pour The Ducks and Drakes de Guapo et Cerberus Shoal, une collaboration avec Cerberus Shoal, publié chez North East Indie en 2003. Il continue avec Guapo pour la sortie de l'album Five Suns (sorti chez Cuneiform) et Black Oni, sorti en 200 chez Ipecac Recordings.
Matt Thompson se sépare de Guapo en 2005, et le duo composé de Smith et O'Sullivan (avec l'assistance de Sara Hubrich et des chanteurs Alexander Tucker et Jarboe) enregistre l'album Elixirs, sorti chez Neurot en 2008. Ils sortent ensuite une trilogie. Après l'arrivée du bassiste David Ledden au sein de Guapo pour les tournées 2005 et 2006, le groupe est rejoint par le guitariste Kavus Torabi et le bassiste James Sedwards. Le quatuor Smith, O'Sullivan, Torabi, et Sedwards tourne aux États-Unis et en Europe, faisant diverses apparitions dans des festivals tels que le NEARfest de Bethlehem, en Pennsylvanie, en juin 2006 et le festival Rock in Opposition de Carmaux, en France, en avril 2007,.
O'Sullivan est le prochain à rejoindre les rangs de Guapo, suivi par le nouveau claviériste Emmett Elvin (Chrome Hoof) avant la sortie de leur neuvième album, et deuxième chez Cuneiform, History of the Visitation, publié en janvier 2013,. En plus du CD, History of the Visitation comprend un DVD de leurs performances au NEARfest et au RIO, à une période durant laquelle O'Sullivan était encore présent. Obscure Knowledge, leur troisième album chez Cuneiform et dixième au total, est publié en mai 2015, 20 ans après la sortie de leur premier opus, Hell Is Other People,. Avec un single de 43 minutes (indexé en trois morceaux), Obscure Knowledge fait participer le quatuor Smith, Torabi, Sedwards, et Elvin, la même formation que pour History of the Visitation. Pendant la sortie de l'album, Guapo annonce l'arrivée du nouveau bassiste Sam Warren (Thumpermonkey) pour de futures dates, James Sedwards ayant quitté le groupe pour jouer en tournée avec Thurston Moore. 

## Membres
- Dave Smith - batterie, percussions
- Daniel O'Sullivan - Fender Rhodes, orgue, mellotron, harmonium, guitare, basse, électronique
- James Sedwards - basse
- Kavus Torabi - guitare
- Emmett Elvin - claviers

## Discographie
- 1997 : Towers Open Fire (Power Tool Records)
- 1998 : Hirohito (Pandemonium Records)
- 2001 : Great Sage, Equal of Heaven (Pandemonium/Tumult)
- 2004 : Five Suns (Cuneiform Records)
- 2005 : Black Oni (Ipecac Recordings)
- 2008 : Elixirs (Neurot Recordings)
- 2013 : History of the Visitation (Cuneiform Records)
- 2015 : Obscure Knowledge (Cuneiform Records)